# 世界少数民族语文研究院
世界少数民族语文研究院（SIL International）是一個國際性、非牟利、宗教性的科學組織，主要在研習、開發及記錄一些比較鮮為人知的語言，藉以擴展語言學知識、推動世界識字率及扶助少數族裔的語文發展。它透過它的旗艦網站「民族語」來為網民提供其各項研究數據。
SIL是英語Summer Institute of Linguistics的簡寫，意即“暑期語言學院”的意思。它於1934年在美國阿肯色州開辦，原來的用意是為接受差傳事工的宣教士提供一個暑期語言訓練，使他們掌握基本的語言學、人類學及翻譯學的基本原理，以便其後參與聖經的翻譯工作。這些受訓後的翻譯事工其後被稱為“威克理夫圣经翻译会”。SIL的創辦人是金纶·汤逊（1896年－1982年），是一位被派往危地馬拉的宣教士。在他的第一屆學生中，有一位名叫肯尼思·派克（1912年－2000年），後來成為了SIL歷史上最重要的人物。他在1942年至1979年期間一直擔任SIL的總裁，之後擔任名譽總裁，直到2000年他逝世為止。派克曾於1982年至1996年連續15年獲提名諾貝爾和平獎。SIL的現任總裁是2008年上任的Dr. John Watters。他從2000年至2007年間擔任執行長。
SIL到現在仍然是聯合國及UNESCO的正式顧問。SIL亦於世界多個高等院校為世界各國的非政府組織提供語言學課程的導師及教材。在美國，這些課程主要於以下大學舉辦：
- 拜歐拉大學
- 慕迪聖經學院
- 霍頓大學（英语：Houghton College）
- 北達科他大學
- 西北基督教大學（英语：Northwest Christian College）
- 布賴恩學院（英语：Bryan College）
- 阿靈頓德薩斯大學
- 俄勒岡大學
- 達拉斯神學院

而在美國以外，則主要位於加拿大的西方聖三一大學及澳洲的查爾斯達爾文大學。

## 字型及軟體
SIL開發了不少軟體和出版物。當中有付費的和免費的。以下為部份由他們開發的免費字型、字型技術及多語言編輯軟體
- 字型
  - Charis SIL
  - Doulos SIL
  - Gentium
- 字型技術
  - Graphite
- 軟體
  - WorldPad

## 參看
- 《民族語》
- ISO 639-3

## 外部連結
- SIL國際（页面存档备份，存于） - 软件及字体（页面存档备份，存于）
- 民族語（页面存档备份，存于）

1. ↑  世界少数民族语文研究院.  (PDF).   [2024-11-07]. （原始内容存档 (PDF)于2024-02-29）.